# Белов, Михаил Анатольевич
Михаил Анатольевич Белов (род. 12 июля 1956, Калининград) — советский и российский архитектор, профессор МАрхИ. Живёт и работает в Москве.
Приобрёл известность в СССР благодаря победам в международных архитектурных конкурсах. Является одним из основоположников «бумажной архитектуры».
В период с 1999 по 2012 годы по проектам Михаила Белова был реализован ряд заметных объектов, среди них «Помпейский дом», «Имперский дом», дом «Монолит» на улице Косыгина, «Английский квартал», а также посёлок «Резиденции-Монолит» и т. д.

## Биография
Михаил Анатольевич Белов родился 12 июля 1956 года в городе Калининграде.
В 1974 году поступает в Московский архитектурный институт, который заканчивает в 1980 году в группе профессора Бориса Григорьевича Бархина.
С 1974 по 1980 год выполняет ряд студенческих конкурсных проектов под руководством профессора Ильи Георгиевича Лежавы.
С 1980 по 1981 год работает в институте генерального плана г. Москвы архитектором отдела под руководством Алексея Эльбрусовича Гутнова.
С 1982 по 1983 служит в советской армии, демобилизуется рядовым. С 1983 начинает преподавать в Московском архитектурном институте вначале ассистентом, затем старшим преподавателем.
С 1989 по 1995 в основном живёт и работает за границей — в Японии, Австрии, Великобритании и ФРГ; в ФРГ вместе с семьёй проводит 4 года.
Возвращается в Россию осенью 1995 года и с 1996 года становится профессором МАрхИ, а также начинает частную архитектурную практику в Москве.
Постоянно живет и работает в Москве.

## Семья
Жена — Екатерина Белова. В браке родилось двое сыновей — Родион и Анатолий.

## Избранные конкурсные проекты
- 1977 — Театр для будущих поколений. Международный конкурс. Париж, Франция. 1 премия[3].
- 1982 — Дом-экспонат на территории музея XX века. Международный конкурс. Токио, Япония. 1 премия[4].
- 1982 — Всемирное архитектурное биеннале. София, Болгария. 2 премия и серебряная медаль[4].
- 1983 — Гастрольный театр. Международный конкурс. Стокгольм, Швеция. 2 премия[4].
- 1983 — Керамика для города. Международный конкурс. Фаэнца, Италия. Поощрительная премия.
- 1984 — Стеклянная башня. Международный конкурс. Токио, Япония. Поощрительная премия.
- 1985 — Оплот сопротивления. Международный конкурс. Токио, Япония. Третья премия[4].
- 1985 — Дом из дерева. Международный конкурс. Любляна, Словения. Поощрительная премия.
- 1986 — Стеклянный монумент 2001 году. Международный конкурс. Токио, Япония. Поощрительная премия.
- 1987 — Плэй-хаус в Амстердаме. Международный конкурс. Амстердам, Нидерланды. 1 премия[4].
- 1987 — Жилище для бездомных. Конкурс Международного союза архитекторов и ЮНЕСКО. Мадрид, Испания. Поощрительная премия[4].
- 1988 — Дом японской семьи. Международный конкурс. Токио, Япония. 2 премия[4].
- 1991 — Всемирная выставка в Вене. Международный конкурс на реализацию. Заказ на участие от правительства Австрии. Вена, Австрия. Поощрительная премия.
- 1992 — Универсальный зал в городе Нара. Международный конкурс на реализацию. Нара, Япония. Специальная премия[4].
- 1998 — Реконструкция Большого театра. Закрытый конкурс Министерства культуры РФ. Москва. 1 премия[4].
- 2012 — Международный конкурс на жилой район в Сколково, Москва. Премия на стадии открытого конкурсного этапа и участие в заказной стадии конкурса[5].

## Избранные интерьеры
- 1991 — Белый зал. Магазин. Столешников переулок, 7.
- 1991 — Красная колонна. Берсеневская набережная, 12. Конторское помещение.
- 1991 — Мост через кольцо. Олсуфьевский переулок, 8. Конторское помещение.
- 2005 — Бутик Grand Collection Gallery (Faberge). Красная площадь, 5[6].

## Избранные постройки
- 1997 — Универсальный конструктор для организации детских площадок в дворовых пространствах Москвы. Многочисленные и неподконтрольные реализации, происходящие в разных районах Москвы с 1997 года по настоящее время.
- 1998 — Фонтан «Принцесса Турандот» на Старом Арбате.
- 1999 — Фонтан-ротонда «Наталья и Александр» на площади Никитских ворот.
- 2000 — Приспособление бывшей типографии Мамонтова в Филипповском переулке под деловой комплекс.
- 2005 — Жилой многоквартирный дом городского семейного клуба «Монолит» на Воробьёвых горах. Улица Косыгина, д. 19[7].
- 2006 — Помпейский дом. Филипповский переулок, д. 13[8].
- 2006 — Многоквартирный жилой дом переменной этажности на Нагатинской набережной. Завершение строительства в 2007 году.
- 2006 — Малый город на 147 резиденций в Ближнем Подмосковье. «Резиденции Монолит» — загородный поселок городского семейного клуба «Монолит» вблизи Ново-Рижского шоссе[9]. Завершение строительства в 2007 году.
- 2006 — Английский квартал на Мытной улице. Мега-комплекс группы компаний «ПИК» на 953 квартиры[10][11]. Завершение строительства в 2013 году.
- 2007 — «Имперский дом». Москва, Якиманский переулок, вл. 6[12][13]. Завершение строительства в 2010 году.
- 2008 — «Дом Москвы». Белоруссия, Минск, ул. Коммунистическая, 86.
- 2010 — Административно-общественный комплекс поселка «Парк Вилл» на Ильинском шоссе вблизи деревни Жуковка и школа «Президент» в посёлке Парк Вилл, Ильинский подъезд, д. 2, стр. 1. Завершение строительства в 2013 году.
- 2016 — Жилой многоквартирный дом по адресу набережная Фонтанки 76 в Санкт-Петербурге.
- 2022 — Жилой многоквартирный дом городского семейного клуба «Астрис» на Воробьёвых горах. Улица Косыгина, д. 21.
- 2013-2022-и далее — Комплексное обустройство приусадебной территории и парков. Парковые павильоны, галерея, театр, гостиница. Тверская область Зубцовский район поместье Волосово-Степановское.

## Избранные выставки
- 1984—1993 — Все групповые выставки «бумажной архитектуры».
- 1988 — Архитектура СССР. Музей финской архитектуры. Хельсинки, Финляндия.
- 1988 — Ностальгия по культуре. Архитектурная ассоциация, Лондон, Великобритания. По приглашению Элвина Боярски.
- 1991 — Последние работы. Совместно с архитектором Леббеусом Вудсом. Экспозиция в Школе архитектуры Бартлетт, Лондон. по приглашению Питера Кука.
- 1992 — Иокогама-2050. Иокогама, Япония. Совместно с Ремом Колхасом, Тоёо Ито, Сином Такамацу.
- 2002 — Представитель России на архитектурной Венецианской биеннале с проектом реконструкции ГАБТ РФ и персональным разделом экспозиции.
- 2004—2006 — Участник раздела «Архкаталог» выставки «Арх Москва». Москва, Россия.
- 2006 — MIPIM в Каннах, Франция.
- 2008 — Представитель России на архитектурной Венецианской биеннале в павильоне РФ с постройкой «Помпейский дом».
- 2009 — III Московская биеннале современного искусства. Выставка «Бумажная архитектура. Mausoleum»[14].
- 2012 — Представитель России на архитектурной Венецианской биеннале в павильоне РФ в рамках проекта Сколково и в павильоне Великобритании в рамках проекта Британского совета.

## Персональные выставки
- 1989 — Лаборатория Нуова. Флоренция, Италия.
- 1989 — Евроказ. Загреб, Хорватия.
- 1990 — Архитектурная галерея. Мюнхен, ФРГ.
- 1990 — Красные архитектурные объекты. «Кнолл интернейшнл», Токио, Япония.
- 2006 — Персональная выставка в Музее архитектуры имени А. В. Щусева к 50-летию со дня рождения и 30-летию профессиональной деятельности с публикацией монографии Г. И. Ревзина и спецвыпуском номера журнала «Проект Классика». Москва, Россия.

Авторские работы периода так называемой «бумажной архитектуры» хранятся в частных коллекциях России, Великобритании, Японии, Австрии и Германии. А также в коллекциях немецкого музея архитектуры (Франкфурт-на-Майне), Музея архитектуры имени А. В. Щусева (Москва), Русского музея (Санкт-Петербург).

## Международные конкурсы
- 1977 — Париж — 1 премия.
- 1982 — Токио — 1 премия.
- 1983 — Стокгольм — 2 премия.
- 1985 — Токио — 3 премия.
- 1987 — Амстердам — 1 премия.
- 1988 — Токио — 2 премия.
- 1982 — Всемирное архитектурное биеннале. София. 2 премия и серебряная медаль.
- 1998 — Реконструкция Большого театра. Конкурс Министерства культуры РФ. Москва. 1 премия.

## Оценки творчества
Директор музея архитектуры первого десятилетия нового века Давид Саркисян так характеризовал Михаила Белова:

Начнём с того, кто такой Белов, и почему мы сделали его выставку к его 50-летию.
Музеи должны собирать вещи типические и выдающиеся. Белов, безусловно, проходит по разряду выдающихся.
— Радио «Маяк», программа «Культурный ответ», 06.09.2006
Архитектурный критик Григорий Ревзин так охарактеризовал одну из построек архитектора Михаила Белова «Помпейский дом» на старом Арбате 

По-моему, на сегодняшний день — это самый красивый дом в Москве.
— Григорий Ревзин. «Первый день Помпеи» // Коммерсантъ, 02.08.2005
В 2012 году три постройки архитектора Михаила Белова после экспертного анализа вошли в лонг-лист «лучших 60-ти построек России за последние 20 лет» (по версии журнала «Madeinfuture»).